# Libri in TV
Libri in TV è una serie direct-to-video italiana per bambini interpretata da pupazzi animati, prodotta nel 1994 dal Gruppo 80 in collaborazione con Dami Editore.
La serie venne distribuita in edicola nel 1994, all'interno di una collana di videocassette abbinate a dei libri di cartone illustrati da Oda Taro, contenenti una fiaba e delle attività di gioco. Andò successivamente in onda dal 18 gennaio 1999 su Rai 3. Nel 1999 la serie ha ricevuto un seguito con gli stessi personaggi, I libri di Pandi.

## Trama
I pupazzi nella cameretta di un bambino prendono vita ogni notte per raccontarsi le fiabe più celebri. Spesso vengono visitati da alcuni animali venuti dall'esterno.

## Personaggi
Leo: un leone con gli occhiali, narratore di storie. Doppiato da Pietro Ubaldi.
Violetta: una bambola dai capelli viola.
Omar: una scimmia. Doppiato da Luca Bottale.
Gelsomino: un clown a molla.

## Episodi
| N° | Titolo originale          | Uscita |
| -- | ------------------------- | ------ |
| 1  | I tre porcellini          | 1994   |
| 2  | Biancaneve e i sette nani | 1994   |
| 3  | Pinocchio                 | 1994   |
| 4  | Cenerentola               | 1994   |
| 5  | Il brutto anatroccolo     | 1994   |
| 6  | Il soldatino di piombo    | 1994   |
| 7  | Il pesciolino d'oro       | 1994   |
| 8  | Il gatto con gli stivali  | 1994   |
| 9  | La lampada di Aladino     | 1994   |
| 10 | Hansel e Gretel           | 1994   |
| 11 | La bella e la bestia      | 1994   |
| 12 | Il fagiolo magico         | 1994   |
| 13 | Cappuccetto Rosso         | 1994   |